# Lance Williams
Lance Williams (Chicago, 19 giugno 1980) è un ex cestista statunitense.

## Palmarès
- Campionato bosniaco: 3

Bosna: 2004-05, 2005-06, 2007-08
- Coppa di Bosnia ed Erzegovina: 1

Bosna: 2005